# Thomas C. Hackett
Thomas C. Hackett (* um 1798 in Georgia; † 8. Oktober 1851 in Marietta, Georgia) war ein US-amerikanischer Politiker. Zwischen 1849 und 1851 vertrat er den Bundesstaat Georgia im US-Repräsentantenhaus.

## Werdegang
Sowohl das genaue Geburtsdatum als auch der Geburtsort von Thomas Hackett sind unbekannt. Auch über seine Jugend geben die Quellen keinen Aufschluss. Nach der Grundschule studierte er Jura und arbeitete als Rechtsanwalt. In den Jahren 1841 bis 1843 war er als Staatsanwalt im Gerichtsbezirk der Cherokee tätig. Politisch wurde er Mitglied der von Präsident Andrew Jackson gegründeten Demokratischen Partei. Im Jahr 1845 wurde er in den Senat von Georgia gewählt.
Bei den Kongresswahlen des Jahres 1848 wurde Hackett im fünften Wahlbezirk von Georgia in das US-Repräsentantenhaus in Washington, D.C. gewählt, wo er am 4. März 1849 die Nachfolge von John Henry Lumpkin antrat. Bis zum 3. März 1853 konnte er nur eine Legislaturperiode im Kongress absolvieren. Diese war von den Folgen des gerade beendeten Mexikanisch-Amerikanischen Krieges und den Diskussionen um die Sklaverei bestimmt.
Thomas Hackett starb im Jahr seinen Ausscheidens aus dem US-Repräsentantenhaus, am 8. Oktober 1851, in Marietta.